# Новые Биличены
Новые Биличены (рум. Bilicenii Noi, Биличений Ной) — село в Сынжерейском районе Молдавии. Является административным центром коммуны Новые Биличены, включающей также сёла Липованка и Новые Мындрешты.

## География
Село расположено на высоте 173 метров над уровнем моря.

## Население
По данным переписи населения 2004 года, в селе Биличений Ной проживает 773 человека (355 мужчин, 418 женщин).
Этнический состав села:
| Национальность | Число жителей | Процентный состав |
| -------------- | ------------- | ----------------- |
| молдаване      | 641           | 82.92             |
| украинцы       | 118           | 15.27             |
| русские        | 9             | 1.16              |
| румыны         | 2             | 0.26              |
| гагаузы        | 1             | 0.13              |
| болгары        | 1             | 0.13              |
| прочие         | 1             | 0.13              |
| Всего          | 773           | 100 %             |